# Meilschnitz
Meilschnitz ist ein Stadtteil der oberfränkischen Stadt Neustadt bei Coburg im Landkreis Coburg.

## Lage
Meilschnitz liegt am Fuß einer Hochebene, am nordwestlichen Ende des Neustadter Kessels, etwa vier Kilometer nördlich von Neustadt. Die Gemarkungsgrenzen entsprechen im Westen, Norden und Osten der bayerischen Landesgrenze mit Thüringen. Durch den Ort fließt der Kesselquellgraben, der im Osten in die von Norden kommende Meilschnitz mündet, die zur Röden fließt. Gemeindestraßen führen nach Neustadt sowie in die thüringischen Nachbarorte Effelder und Bettelhecken.

## Geschichte
Meilschnitz wurde 1317 erstmals im Urbarium, einer Auflistung von Besitzungen der Henneberger beim Erwerb der Neuen Herrschaft, als Milsnitz urkundlich erwähnt. Der Ort hat seinen Namen vom Bach der Alten Meilschnitz erhalten. Er bestand damals aus neun Gütern und einer Mühle. Nach Hambrecht wurde Meilschnitz 1149 in einer Urkunde als „Musincze“ erwähnt. In der bestätigte der Würzburger Bischof Siegfried von Truhendingen, dass dem neugegründeten Kloster Mönchröden das Dorf mit allen Rechten durch Hermann Sterker, Burggraf von Meißen und seinen Bruder, den Grafen Sterker, übergeben wurde.
Bei einer Truppen-Einquartierung im zweiten Markgrafenkrieg 1553 entstand ein Schaden von 40 Gulden. Während des Dreißigjährigen Krieges starben im Jahr 1625 von etwa fünfzig Bewohnern zwanzig an der Pest. Im Jahr 1638 standen nach einem Brand nur noch vier Häuser. 1672 waren es wieder sechs Häuser, in denen 43 Personen wohnten.

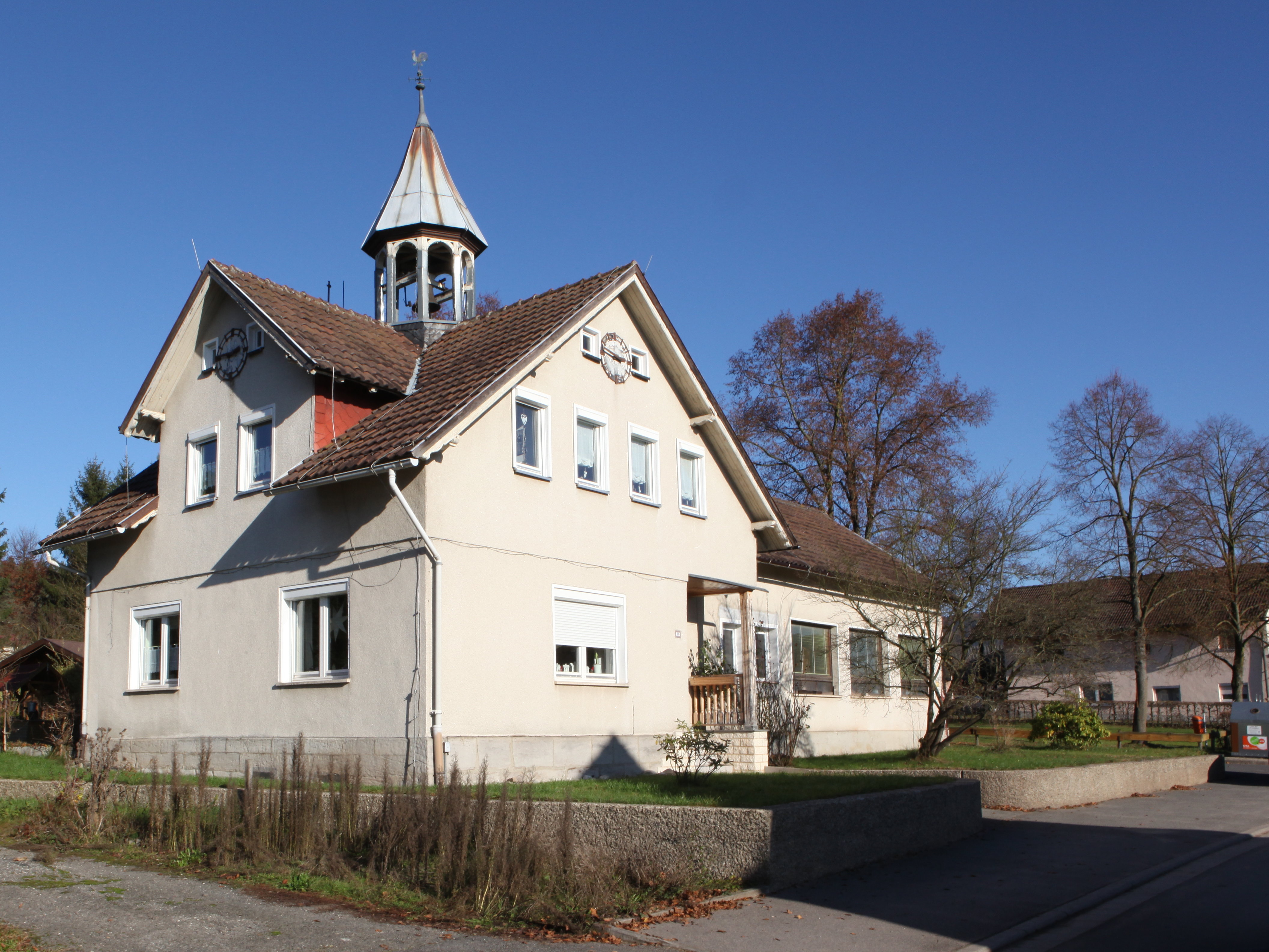
Altes Schulhaus

Am 31. Mai 1877 wurde das Meilschnitzer Schulhaus eingeweiht. Zuvor hatten die Dorfkinder die Wildenheider Schule besucht. Nach einer Neueindeckung des Wohnhausdaches und einer Ausbesserung des Turmes im Jahr 1952 erfolgte 1963 der Anbau einer Pausenhalle und eines Gruppenraumes. 1967 wurde die Schule der Wildenheider Schule angegliedert und die zweite Klasse der Volksschule untergebracht. 1983 wurde das Schulgebäude wegen rückgängiger Schülerzahlen geschlossen.
In einer Volksbefragung am 30. November 1919 stimmten fünf Meilschnitzer Bürger für den Beitritt des Freistaates Coburg zum thüringischen Staat und 39 dagegen. Somit gehörte Meilschnitz ab dem 1. Juli 1920 zum Freistaat Bayern.
Im Ersten Weltkrieg verloren sieben und im Zweiten Weltkrieg 19 Meilschnitzer Soldaten ihr Leben. Ein Denkmal steht auf dem Friedhof. Bei der Reichstagswahl vom 5. März 1933 bekam die NSDAP in Melschnitz 117 von 136 abgegebenen Stimmen.
Nach dem Zweiten Weltkrieg prägte bis 1989 die Lage an der knapp einen Kilometer entfernten innerdeutschen Grenze den Ort.
1954/55 errichteten die evangelischen Gemeinden von Meilschnitz und Wildenheid in Wildenheid die Friedenskirche. Die Kirchengemeinde Wildenheid-Meilschnitz wurde 1963 selbständig. Zuvor war die Neustadter Pfarrei St. Georg für die beiden Orte zuständig.
Obwohl der Gemeinderat, gestützt auf Bürgerversammlungen, die Selbständigkeit nur unter gesetzlichem Zwang aufgeben wollte, billigte er schließlich aufgrund der Zusage von zusätzlichen Schlüsselüberweisungen und Förderungsbeträgen am 27. Dezember 1975 mit 7:2 Stimmen die Eingemeindung nach Neustadt, die am 1. Mai 1978 in Kraft trat.
Die Trinkwasserversorgung erfolgte früher durch Haus-, Lauf- und Pumpbrunnen. 1963 wurden die Hausanschlüsse an das Netz der Gemeinde Wildenheid angeschlossen, ab 1978 erfolgte die Wasserversorgung durch die Stadtwerke Neustadt. Stromlieferanten waren ab 1922 das Überlandwerk der Gumpertschen-Mühle in Mupperg und ab 1936 das Bamberger Überlandwerk Oberfranken. 1997 übernahmen die Stadtwerke Neustadt die Stromversorgung. 1987 hatte Meilschnitz 85 Wohngebäude, von denen 44 nach 1949 errichtet worden waren.

## Einwohnerentwicklung
| Jahr | Einwohnerzahl |
| ---- | ------------- |
| 1910 | 228           |
| 1933 | 227           |
| 1939 | 229           |
| 1950 | 315           |
| 1970 | 314           |
| 1987 | 312           |
| 2013 | 359           |
| 2020 | 370           |